# Шедьяк
Шедьяк (англ. Shediac, фр. Shediac) — небольшой городок в графстве Вестморленд на юго-востоке провинции Нью-Брансуик, Канада.
Население — 5497 человек (2006), большинство из которых — франко-акадцы. В городе распространены французский и английский языки, из которых возникла смесь, именуемая шиак (от искажённого названия города Шедьяк). Город расположен на побережье бухты Шедьяк в проливе Нортамберленд, имеет пляжи. Основное занятие населения — рыболовство.